# Fed Cup 2016
De Fed Cup werd in 2016 voor de 54e keer gehouden. De Fed Cup is de jaarlijkse internationale tenniscompetitie voor landenteams, voorbehouden aan vrouwen. Dit jaar deden negentig teams met het toernooi mee.
Tsjechië was de titelverdediger, en de nummer een van de plaatsingslijst. Zij slaagden erin, hun titel te verlengen.

## Wereldgroep I
|  | eerste ronde 6 en 7 februari    | eerste ronde 6 en 7 februari |                                 |   | halve finale 16 en 17 april | halve finale 16 en 17 april |  |  | finale 12 en 13 november | finale 12 en 13 november |
|  |                                 |                              |                                 |   |                             |                             |  |  |                          |                          |
|  |                                 |                              |                                 |   |                             |                             |  |  |                          |                          |
|  | Marseille (hardcourt, binnen)   |                              |                                 |   |                             |                             |  |  |                          |                          |
|  |                                 |                              |                                 |   |                             |                             |  |  |                          |                          |
|  | Frankrijk                       | 4                            |                                 |   |                             |                             |  |  |                          |                          |
|  | Frankrijk                       | 4                            | Trélazé (gravel, binnen)        |   |                             |                             |  |  |                          |                          |
|  | Italië (3)                      | 1                            |                                 |   |                             |                             |  |  |                          |                          |
|  | Italië (3)                      | 1                            | Frankrijk                       | 3 |                             |                             |  |  |                          |                          |
|  | Moskou (hardcourt, binnen)      |                              | Frankrijk                       | 3 |                             |                             |  |  |                          |                          |
|  |                                 | Nederland                    | 2                               |   |                             |                             |  |  |                          |                          |
|  | Rusland (2)                     | Nederland                    | 2                               | 1 |                             |                             |  |  |                          |                          |
|  | Rusland (2)                     |                              | Straatsburg (hardcourt, binnen) | 1 |                             |                             |  |  |                          |                          |
|  | Nederland                       | 3                            |                                 |   |                             |                             |  |  |                          |                          |
|  | Nederland                       | 3                            | Frankrijk                       | 2 |                             |                             |  |  |                          |                          |
|  | Leipzig (hardcourt, binnen)     |                              | Frankrijk                       | 2 |                             |                             |  |  |                          |                          |
|  |                                 | Tsjechië (1)                 | 3                               |   |                             |                             |  |  |                          |                          |
|  | Duitsland (4)                   | Tsjechië (1)                 | 3                               | 2 |                             |                             |  |  |                          |                          |
|  | Duitsland (4)                   | Luzern (hardcourt, binnen)   |                                 | 2 |                             |                             |  |  |                          |                          |
|  | Zwitserland                     | 3                            |                                 |   |                             |                             |  |  |                          |                          |
|  | Zwitserland                     | 3                            | Zwitserland                     | 2 |                             |                             |  |  |                          |                          |
|  | Cluj-Napoca (hardcourt, binnen) |                              | Zwitserland                     | 2 |                             |                             |  |  |                          |                          |
|  |                                 | Tsjechië (1)                 | 3                               |   |                             |                             |  |  |                          |                          |
|  | Roemenië                        | Tsjechië (1)                 | 3                               | 2 |                             |                             |  |  |                          |                          |
|  | Roemenië                        |                              |                                 | 2 |                             |                             |  |  |                          |                          |
|  | Tsjechië (1)                    | 3                            |                                 |   |                             |                             |  |  |                          |                          |
|  | Tsjechië (1)                    | 3                            |                                 |   |                             |                             |  |  |                          |                          |

Eerstgenoemd team speelde thuis.

## Wereldgroep II
Er waren acht deelnemende landen in Wereldgroep II. In het weekeinde van 6 en 7 februari 2016 speelde iedere deelnemer een landenwedstrijd tegen een door loting bepaalde tegenstander.
- Australië, Wit-Rusland, Verenigde Staten en Spanje gingen naar de Fed Cup 2016 Wereldgroep I play-offs.
- Slowakije, Canada, Polen en Servië gingen naar de Fed Cup 2016 Wereldgroep II play-offs.

## Wereldgroep I play-offs
Er waren acht deelnemende landen in de Wereldgroep I play-offs. In het weekeinde van 16 en 17 april 2016 speelde iedere deelnemer een landenwedstrijd tegen een door loting bepaalde tegenstander.
- Duitsland handhaafde haar niveau, en bleef in Wereldgroep I.
- Spanje, Verenigde Staten en Wit-Rusland promoveerden van Wereldgroep II in 2016 naar Wereldgroep I in 2017.
- Australië wist niet te ontstijgen aan Wereldgroep II.
- Italië, Roemenië en Rusland degradeerden van Wereldgroep I in 2016 naar Wereldgroep II in 2017.

## Wereldgroep II play-offs
Er waren acht deelnemende landen in de Wereldgroep II play-offs. In het weekeinde van 16 en 17 april 2016 speelde iedere deelnemer een landenwedstrijd tegen een door loting bepaalde tegenstander.
- Slowakije handhaafde haar niveau, en bleef in Wereldgroep II.
- België, Oekraïne en Taiwan promoveerden van hun regionale zone in 2016 naar Wereldgroep II in 2017.
- Argentinië wist niet te ontstijgen aan haar regionale zone.
- Canada, Polen en Servië degradeerden van Wereldgroep II in 2016 naar hun regionale zone in 2017.

## België
België speelde voor de derde keer op rij in groep 1 van de Europees/Afrikaanse zone. De veertien landen in de groep waren over vier poules verdeeld. België was ingedeeld in poule D, bij Letland, Hongarije en Bulgarije. De vier poulewinnaars maakten onderling uit welke twee landen mochten spelen tegen de verliezers uit de eerste ronde van Wereldgroep II om promotie naar die Wereldgroep II af te dwingen. Het Belgische team bestond uit Alison Van Uytvanck (WTA-43), An-Sophie Mestach (WTA-152), Ysaline Bonaventure (WTA-160) en Marie Benoit (WTA-277). Zij wonnen alle drie groepswedstrijden met 3-0, om vervolgens in de promotiewedstrijd tegen Groot-Brittannië nogmaals te winnen. In april mocht België aldus strijden om promotie naar Wereldgroep II, in en tegen Servië. De Belgische ploeg bestond uit Yanina Wickmayer (WTA-42), Kirsten Flipkens (WTA-60), Ysaline Bonaventure (WTA-146) en An-Sophie Mestach (WTA-164). België won ook deze confrontatie, ditmaal met 3-2, en promoveerde zodoende naar Wereldgroep II.
| datum      | tegenstander        | uitslag | locatie       | groep        | ronde             | w/v   |
| ---------- | ------------------- | ------- | ------------- | ------------ | ----------------- | ----- |
| 2016-02-03 | Letland             | 3-0     | Eilat, Israël | EPA G1 D     | groepsfase        | winst |
| 2016-02-04 | Hongarije           | 3-0     | Eilat, Israël | EPA G1 D     | groepsfase        | winst |
| 2016-02-05 | Bulgarije           | 3-0     | Eilat, Israël | EPA G1 D     | groepsfase        | winst |
| 2016-02-06 | Verenigd Koninkrijk | 2-0     | Eilat, Israël | EPA G1 PP1–4 | play-off          | winst |
| 2016-04-17 | Servië              | 3-2     | uit           | EPA G1       | promotiewedstrijd | winst |

## Nederland
Nederland speelde voor het eerst sinds 1998 in Wereldgroep I. Het Nederlandse team bestond in de eerste ronde uit Kiki Bertens (WTA-96), Richèl Hogenkamp (WTA-139), Cindy Burger (WTA-148) en Arantxa Rus (WTA-257). De ontmoeting met Rusland werd met 3-1 gewonnen. In de halve finale verloor hetzelfde team met 3-2 van Frankrijk. Door de overwinning in de eerste ronde was handhaving in Wereldgroep I wel verzekerd.
| datum      | tegenstander | uitslag | locatie | groep | ronde        | w/v     |
| ---------- | ------------ | ------- | ------- | ----- | ------------ | ------- |
| 2016-02-07 | Rusland      | 3-1     | uit     | WG1   | eerste ronde | winst   |
| 2016-04-17 | Frankrijk    | 2-3     | uit     | WG1   | halve finale | verlies |

## Legenda
| niveau 1 | niveau 2 | niveau 3 | niveau 4 | niveau 5 |